# Iselamagazi
Iselamagazi è una circoscrizione rurale (rural ward) della Tanzania situata nel distretto rurale di Shinyanga, regione di Shinyanga. Conta una popolazione di 18 465 abitanti (censimento 2012).